# Martxelo Otamendi Egiguren
Martxelo Otamendi Egiguren (Tolosa, País Basc, 9 de desembre de 1957) és un periodista basc, director del diari Euskaldunon Egunkaria des de 1993 fins al moment del seu tancament per ordre judicial l'any 2003. És l'actual director del diari Berria.

## Trajectòria periodística
El 1984 es va iniciar en el periodisme col·laborant en una secció en el suplement en basc Egun on del diari Egin, sota el pseudònim de Frankie Tai. A partir de 1987 va començar a treballar per a Euskal Telebista (ETB), en què va dirigir el programa Txoria dut maite, després el programa setmanal Aste ero i presentar també el programa Babel. Fins a aquest moment va intercalar la seva tasca en el món periodístic amb l'educació, treballant a l'euskaltegi de Tolosa. Des de 1991, i durant any i mig, va dirigir el programa de sobretaula Egonean gir de la ETB.
El juny de 1993, Joan Mari Torrealdai es va posar en contacte amb Martxelo Otamendi per oferir-li la direcció del diari Euskaldunon Egunkaria, creat el 1990 i sent l'únic publicat íntegrament en basc. Durant gairebé 10 anys va exercir com a director d'aquest diari, augmentant la difusió i el nombre de treballadors. Segons el mateix Martxelo Otamendi, Euskaldunon Egunkaria era una "publicació identitària".
A partir de juny de 2003 va assumir la direcció del diari Berria.

### Tancament i judici d'Egunkaria
El febrer de 2003, es va fer tancar el diari Euskaldunon Egunkaria i tots els seus béns foren embargats preventivament per ordre judicial de Juan del Olmo, jutge instructor de l'Audiència Nacional d'Espanya. S'acusava al periòdic de formar part d'un conglomerat empresarial controlat per ETA. Durant l'operació, que va significar el tancament del diari, primer temporal i després definitiu, van ser detingudes 10 persones vinculades a Egunkaria, entre elles Martxelo Otamendi, que va ser acusat d'integració en organització armada.
L'abril de 2010, les cinc persones que estaven imputades en l'anomenat «cas Egunkaria», entre elles Martxelo Otamendi, foren absoltes per l'Audiència Nacional. La fiscalia no va arribar a presentar acusació contra els imputats en entendre que no es podia acreditar la seva vinculació amb l'organització armada i en va demanar la lliure absolució en les seves conclusions definitives. Com a acusació estaven personades l'Associació de Víctimes del Terrorisme i l'associació Dignitat i Justícia, que demanaven fins a catorze anys de presó. A la sentència, la sala Penal de l'Audiència Nacional (presidida per Javier Gómez Bermúdez) va considerar que no constava el desviament de fons des del rotatiu a ETA, i que les editorials del diari no defensaven postulats d'ETA sense que existís tampoc relació entre els processats i la banda armada. Va considerar, a més, que el tancament temporal del diari com a mesura cautelar era de «difícil encaix» en l'ordenament judicial espanyol i no existia «habilitació constitucional directa» per poder fer-ho.

### Tortures durant la seva detenció
Otamendi, en aplicació de la legislació antiterrorista, va romandre cinc dies detingut i incomunicat en dependències de la Guàrdia Civil, abans de ser posat a disposició judicial. Un cop en llibertat va denunciar haver estat víctima, igual que altres dels detinguts, de diversos tipus de tortura i tracte vexatori: cops als testicles, humiliació mentre era obligat a romandre nu, insults i amenaces de mort, privació del son, asfíxia mitjançant una bossa i simulació de la seva execució. Segons Otamendi, el principal objectiu d'aquestes suposades tortures era obtenir informació relacionada amb les entrevistes realitzades a etarres entre 1999 i 2001 i publicades a Euskaldunon Egunkaria però que no formaven part dels delictes imputats. Otamendi va posar en coneixement aquests fets al jutge instructor del cas, Juan del Olmo, qui es va negar a investigar-los. El jutjat d'instrucció número 5 de Madrid va investigar el cas, però després de prendre declaració al metge forense la causa va ser arxivada el 2004.
El 2008 Otamendi va presentar una denúncia davant del Tribunal Europeu de Drets Humans (TEDH) després d'esgotar el recurs davant del Tribunal Constitucional. L'octubre de 2012, el TEDH va condemnar a l'Estat espanyol a pagar 24.000 euros a Martxelo Otamendi per no haver investigat de manera efectiva les tortures denunciades, 20.000 euros com a indemnització per danys morals i 4.000 per despeses judicials. Segons el TEDH, l'Audiència Nacional va romandre "passiva" davant la denúncia de tortures i les investigacions del jutjat d'instrucció número 5 de Madrid "no van ser prou profundes i efectives".